# Fuscopannaria aurita
Fuscopannaria aurita är en lavart som beskrevs av P. M. Jørg. Fuscopannaria aurita ingår i släktet Fuscopannaria och familjen Pannariaceae.   Inga underarter finns listade i Catalogue of Life.